# Gattyana pacifica
Gattyana pacifica är en ringmaskart som först beskrevs av Herbert Parlin Johnson 1901.  Gattyana pacifica ingår i släktet Gattyana och familjen Polynoidae. Inga underarter finns listade i Catalogue of Life.